# Curah Dukuh
Curah Dukuh is een bestuurslaag in het regentschap Pasuruan van de provincie Oost-Java, Indonesië. Curah Dukuh telt 4841 inwoners (volkstelling 2010).